# Relaciones Francia-Japón
Las relaciones franco-japonesas se refieren a las relaciones bilaterales entre Francia y Japón. La historia de las  relaciones franco-japonesas (日仏関係 Nichi-Futsu kankei?) se remonta a principios del siglo XVII, cuando un samurai japonés y el embajador en su camino a Roma desembarcó por unos días en el sur de Francia, creando sensación. Francia y Japón han disfrutado de una relación muy sólida y progresiva que abarca siglos a través de diversos contactos en los países de los otros representantes de alto nivel, esfuerzos estratégicos, e intercambios culturales.
Después de casi dos siglos de aislamiento por "Sakoku" en Japón, los dos países se convirtieron en socios muy importantes de la segunda mitad del siglo XIX en el campo militar, económico, jurídico y artístico. El Bakufu modernizó su ejército a través de la asistencia de las misiones militares franceses de (Jules Brunet), y Japón finalmente ha confiado en Francia por varios aspectos de su modernización, en particular el desarrollo de una industria de la construcción naval durante los primeros años de la Armada Imperial Japonesa a través de (Emile Bertin), y el desarrollo de un código legal.
Francia deriva parte de su moderna inspiración artística del arte japonés, fundamentalmente a través del japonismo  y su influencia en el impresionismo, y casi completamente confiado en Japón por su próspera industria de la seda.

## Cronología de las relaciones franco-japonesas

### Siglos XVII-XVIII

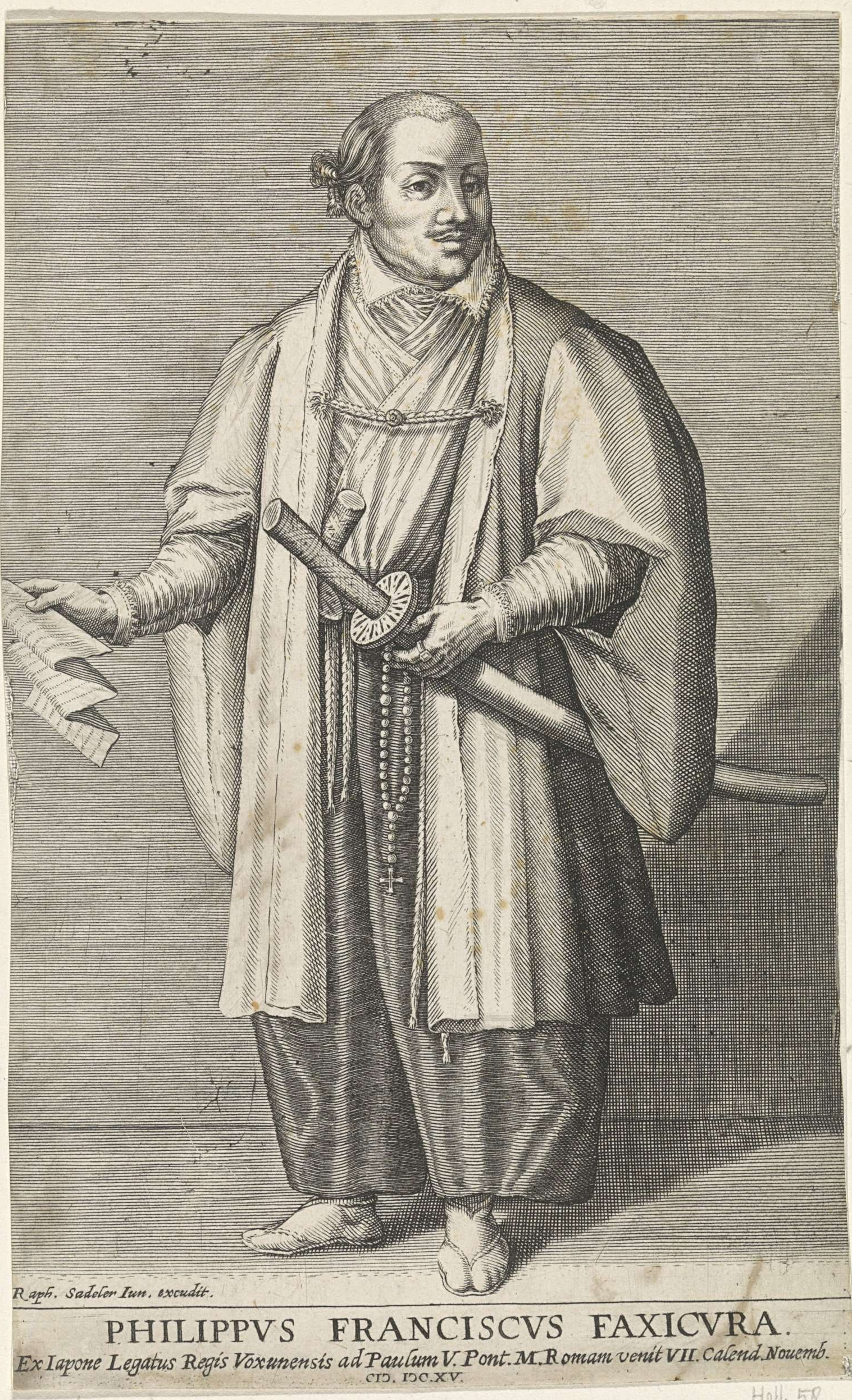
Visita en el s. 17 de Hasekura a Francia.

- 1615. Hasekura Tsunenaga, un samurai y embajador enviado a Roma por Date Masamune, desembarca en Saint-Tropez por unos días, iniciando los primeros contactos entre Francia y Japón.
- 1619.  François Caron, hijo de los refugiados hugonotes en Holanda entra a la Compañía Neerlandesa de las Indias Orientales, y se convierte en la primera persona de origen francés en poner un pie en Japón, en 1619. Él se queda en Japón durante 20 años, donde se convierte en un director de la compañía. Más tarde se convirtió en el director general fundador de la Compañía francesa de las Indias Orientales en 1664.
- 1636. Guillaume Courtet, un sacerdote dominico francés, pone un pie en Japón. Penetra en Japón en la clandestinidad, en contra de la prohibición de 1613 de cristianismo. Es atrapado, torturado y muere en Nagasaki el 29 de septiembre de 1637.
- Ningún francés visitará Japón entre 1640 y 1780.
- Alrededor de 1700, el impostor conocido como George Psalmanazar afirma venir de la isla japonesa tributaria de Formosa.
- 1787. La Pérouse (1741–1788) navega en aguas de Japón en 1787. Visita las islas Ryukyu (en la actualidad Okinawa), y el estrecho entre Hokkaido y Sakhalin, dándole su nombre.

### sigloXIX
- 1808. El idioma francés se enseña a los cinco traductores japoneses por el jefe holandés de Dejima, Hendrik Doeff.
- 1844. Una expedición francesa al mando del capitán naval Fornier-Duplan a bordo del Alcmène visita Okinawa el 28 de abril de 1844. Comercio se niega, pero el Padre Forcade se queda atrás con un traductor.

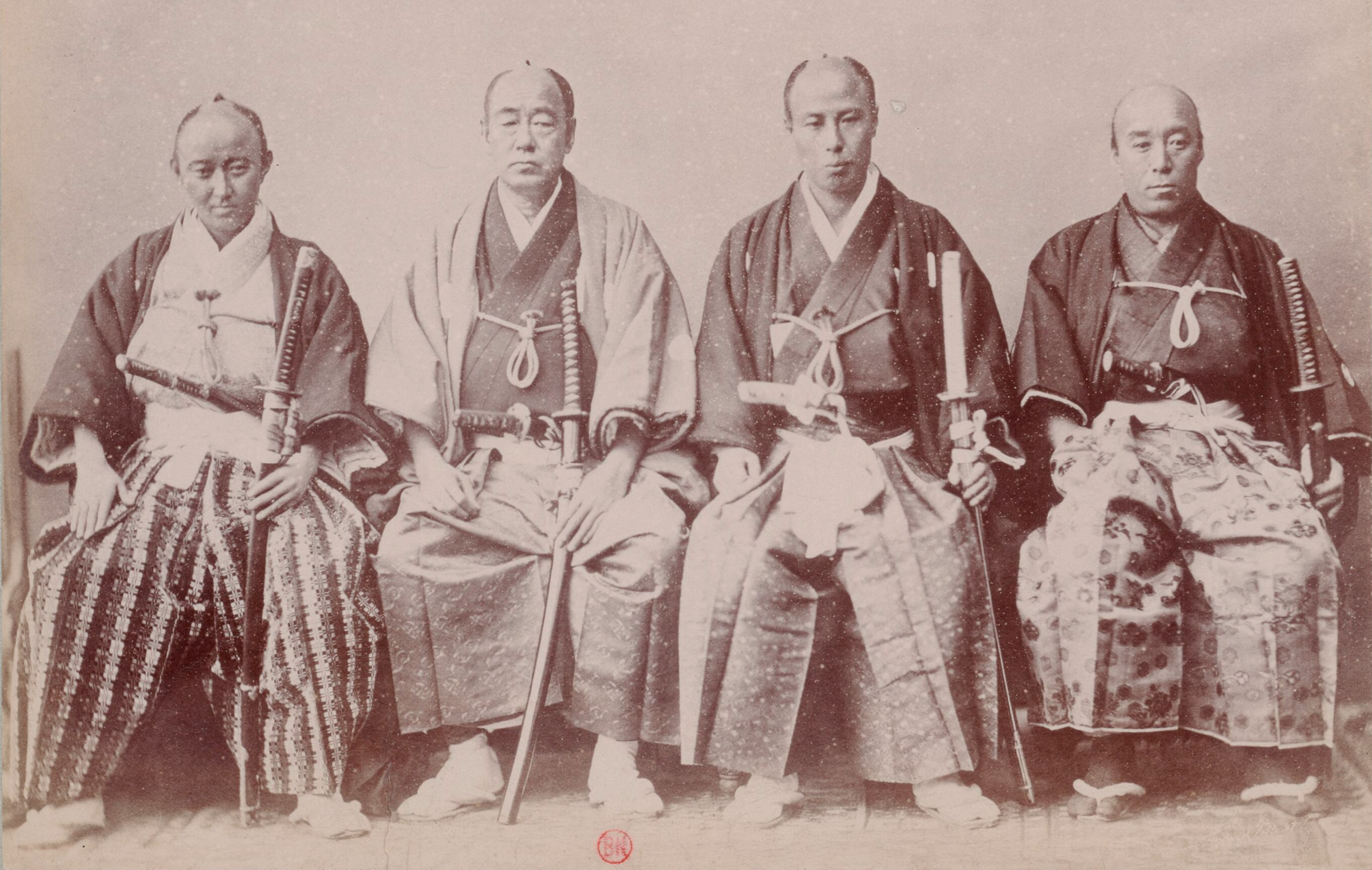
La primera Embajada de Japón en Europa, 1862

- 1846. El almirante Cecille llega a Nagasaki, pero le es negado su desembarco.
- 1855. En un esfuerzo por encontrar a la flota rusa en el océano Pacífico durante la guerra de Crimea, una fuerza naval franco-británico llega al puerto de Hakodate, abierto a los barcos británicos, como resultado del Tratado de Amistad anglo-japonés de 1854, y las velas más al norte, aprovechando las posesiones de la Compañía Ruso-americana en la isla de Urup en el archipiélago de las islas Kuriles. El Tratado de París de 1856 restituye la isla a Rusia.[1]
- 1855. Tras la apertura del Japón por parte del Comodoro Perry, Francia obtiene un tratado con Okinawa el 24 de noviembre de 1855.
- 1858. El primer tratado entre Francia y Japón se firmó en Edo el 9 de octubre de 1858, por Jean-Baptiste Louis Gros, la apertura de relaciones diplomáticas entre los dos países.
- 1859. Llegada de Gustave Duchesne de Bellecourt.
- 1862. El Shogun envía el primrr embajador de Japón a Europa, liderado por Takenouchi Yasunori.
- 1863. Second Japanese Embassy to Europe

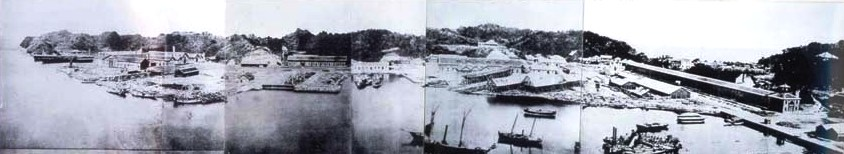
Leonce Verny dirigió la construcción del primer arsenal moderno de Japón en Yokosuka en 1865.

- 1864. Arrival of Leon Roches in Japan.
- 1864. Bombardeo de Shimonoseki por barcos aliados (9 británicos, 3 franceses, 4 holandeses, 1 estadounidense).
- 1864. En noviembre, Leonce Verny llega a Japón para la construcción del arsenal naval de Yokosuka.
- 1865. Shibata Takenaka visita Francia para prepararse para la construcción del arsenal de Yokosuka y organizar una misión militar francesa a Japón.

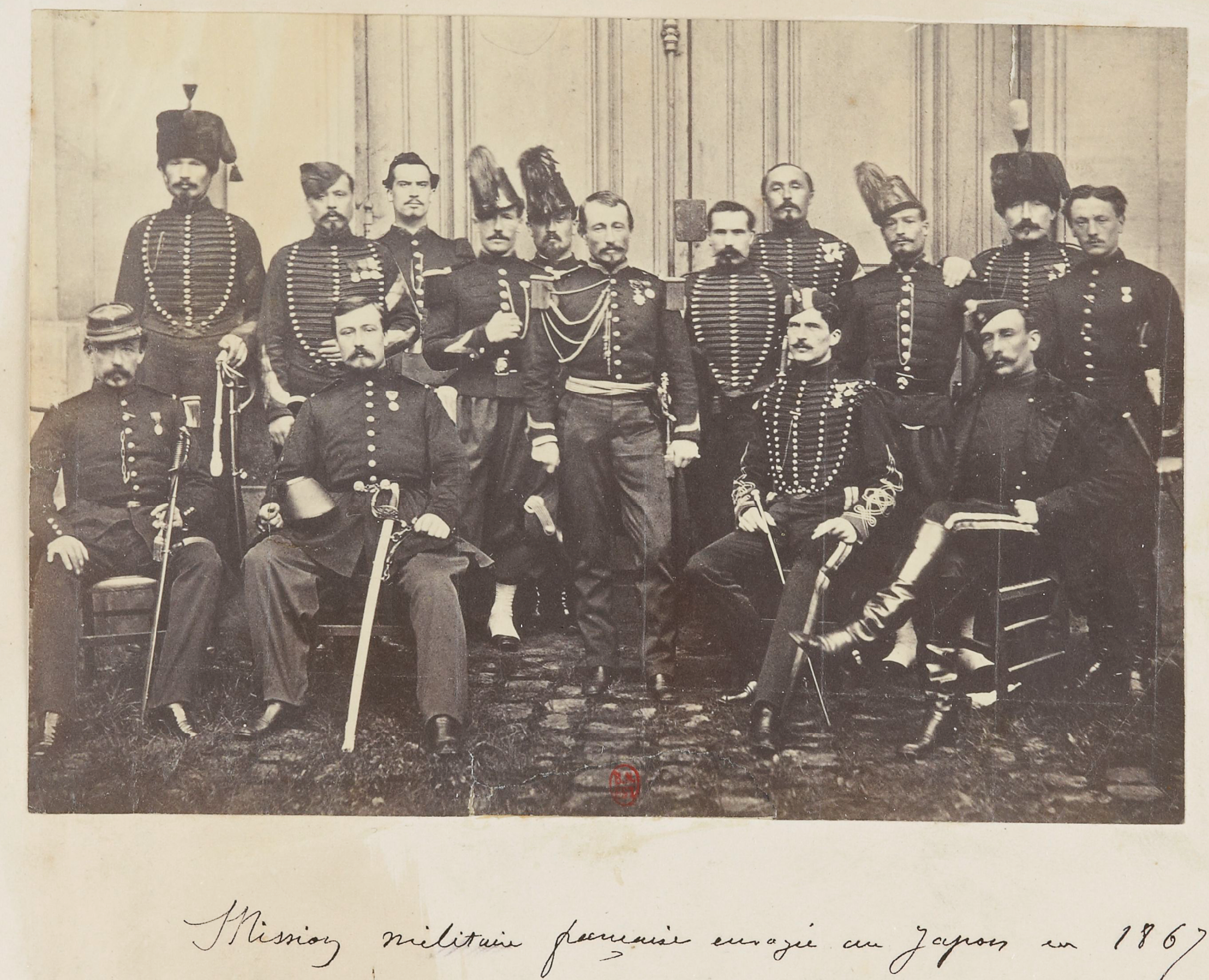
La primera misión militar francesa a Japón en 1867. Jules Brunet de frente, segundo a la derecha.

- 1867. La primera misión militar francesa en Japón llega a Yokohama el 13 de enero de 1867. El capitán Jules Brunet está entre ellos.
- 1867. Japón envía una delegación a la Exposición Mundial de 1867 en Paris.
- 1867. El ingeniero de minas francés Jean Francisque Coignet es enviado al Dominio de Satsuma y se puso a cargo de las minas de plata de Ikuno en 1868.
- 1868. Incidente de Kobe (11 de enero). Una pelea estalla en Akashi entre 450 samurai del feudo de Okayama y marinos franceses, dando lugar a la ocupación del centro de Kobe por las tropas extranjeras.[2]
- 1868. Once marineros franceses del Dupleix mueren en el Sakai incident, en Sakai, near Osaka, by southern rebel forces.
- 1869. Ex consejeros franceses bajo el mando de Jules Brunet luchan junto a los últimos leales al Shogun de Enomoto Takeaki, contra las tropas imperiales en la Batalla de Hakodate.
- 1870. Henri Pelegrin dirige la construcción del primer sistema de iluminación por gas en las calles de Nihonbashi, Ginza y Yokohama.
- 1872. Paul Brunat abre la primera fábrica moderna de hilado de seda en Tomioka. Three craftsmen from the Nishijin weaving district en Kyoto, Sakura tsuneshichi, Inoue Ihee y Yoshida Chushichi viajan a Lyon. Ellos viajaron de regreso a Japón en 1873, importando un telar de Jacquard.
- 1872. Comienzo de la segunda Misión militar francesa en Japón (1872-1880).
- 1873. El perito legal Gustave Emile Boissonade es enviado a Japón para ayudar a construir un sistema jurídico moderno.
- 1874. La Segunda Misión Militar Francesa fue enviada a Japón, y construye la escuela militar de Ichigaya.
- 1882. El primer tramways fueron introducidas desde Francia y comenzaron a funcionar en Asakusa, y entreShinbashi y Ueno.
- 1884. Tercera French Military Mission to Japan (1884-1889).
- 1886. El ingeniero naval francés Emile Bertin refuerza la marina de guerra japonesa, y dirige la construcción de los arsenales de Kure y Sasebo, contribuir a la victoria japonesa en la Primera guerra sino-japonesa.

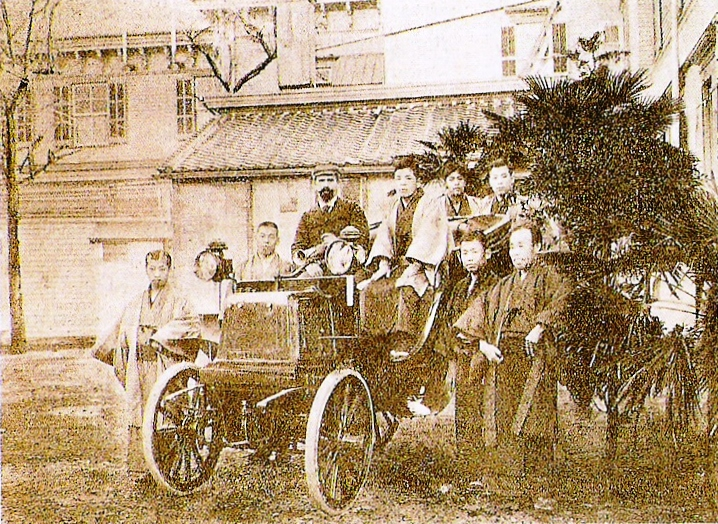
El primer automóvil en Japón, un Panhard-Levassor francés en 1898.

- 1898. El primer automóvil (un Panhard-Levassor) es introducido en Japón.

### sigloXX
- 1909. El primer vuelo mecánico japonés, un biplano traccionado por medio de un automóvil, se produce en Ueno a través de la colaboración de Shiro Aihara y Le Prieur, agregado militar francés en Tokio.
- 1910. El capitán Tokugawa Yoshitoshi, formado en Francia como piloto, hace el primer vuelo autopropulsado a bordo de un avión Henri Farman.
- 1910. Sakichi Toyoda,  fundador de la Toyota Corporation, visita Francia para estudiar las técnicas de spinning.
- 1918. Cuarta French Military Mission to Japan (1918-1919)
- 1919.

Francia apoyó la propuesta japonesa de la igualdad racial en la Conferencia de Paz de París.
- 1924. Primer vuelo aéreo de Francia a Japón, por Pelletier Doisy y Besin.
- 1925. Primer vuelo de Japón a Francia, por Kawauchi y Abe.
- 1927. Francés-japonés acuerdo otorga un trato nación más favorecida a los japoneses en Indochina y a los súbditos indochinos en Japón.[3]
- 1941. El Japón Imperial presiona sobre la colonia del sudeste asiático de Indochina francesa, que es controlada por Francia de Vichy, en la toma de importantes concesiones militares, pero deja al ejército francés y la administración intactos.
- 1945. El 9 de marzo de 1945, Japón ataca rápidamente y toma el control total de Indochina francesa, que se mantiene hasta su derrota durante varios meses más tarde en septiembre de 1945.
- 1946-1950. Criminales de guerra japoneses son juzgados en Saigón por su acción en Indochina durante la guerra.[4]
- 1952. Primer vuelo de Air France a Japón.

## Relaciones franco-japonesas hoy
Recientemente Francia ha estado muy involucrado en las iniciativas de intercambio comercial y cultural con Japón. Algunas personas ven esto como un resultado de expresidente francés Jacques Chirac ser un japonófilo (admirador de todo lo japonés). Chirac ha visitado Japón más de 40 veces, probablemente más que cualquier otro líder mundial fuera de Japón, y es un experto en el país. Francia ha comenzado la campaña de promoción de exportaciones Le Japon, c'est possible y el personal de enlace del programa internacional de intercambio JET.  Juntos construyeron la Maison de la Culture du Japon à Paris.
Francia y Japón también han trabajado juntos para mejorar situaciones extremas de salud contra el VIH y el subdesarrollo en Yibuti, Madagascar, Uganda y otros países.
Japón y Francia también se conocen para compartir ideas unos con otros en los ámbitos del arte y gastronomía. Japón ha sido fuertemente influenciada por la cocina francesa en las últimas décadas, como se ve en la serie de televisión Iron Chef. Anime y Manga son muy populares en Francia: manga representa 1.400 de las 4.300 publicaciones de libros anuales y el 40% de las ventas de los cómics (95 Million € in 2008). The movie Interstella 5555 era una película de colaboración con el escritor anime japonés, Leiji Matsumoto, y la banda francesa de música house, Daft Punk. Personajes históricos y los ajustes de la era medieval, Renacimiento, Napoleón y Primera Guerra Mundial han servido como modelos para ciertos cuentos populares de entretenimiento japonés. La pureza de la pintura y la ilustración japonesas, y también la modernidad y la elegancia de las artes visuales francesas han dado lugar a estilos híbridos en los campos de la creatividad.
Los dos países han estado colaborando estrechamente en el ámbito de la generación de energía nuclear.
En junio de 2005, Francia y Japón anunciaron una colaboración para crear la próxima generación de aviones comerciales supersónicos, un sucesor para el Concorde.[cita requerida]

## Franceses en Japón
- Léon Roches
- Jules Brunet
- Léonce Verny
- Gustave Emile Boissonade en Japón desde 1873 hasta 1895
- Paul Claudel embajador francés en Tokio desde 1922 hasta 1928

## Japoneses en Francia
- Hasekura Tsunenaga
- Fukuzawa Yukichi como traductor en la misión de 1862
- Shibata Takenaka (1823–1878)
- Tsuguharu Foujita (en Francia desde 1913 hasta 1931)